# Сједињене Америчке Државе на Светском првенству у атлетици на отвореном 2015.
Сједињене Америчке Државе су на Светском првенству у атлетици на отвореном 2015. одржаном у Пекингу од 22. до 30. августа учествовале петнаести пут, односно учествовале су на свим првенствима одржаним до данас. Репрезентацију САД представљало је 129 такмичара (66 мушкарца и 63 жена) који су се такмичили у 45 дисциплина (22 мушке и 23 женске) .,
На овом првенству Сједињене Америчке Државе је биле трећа по броју освојених медаља са укупно 18 медаља, 6 златних, 6 сребрних и 6 бронзаних. Поред тога такмичари САД-а су оборили један светски рекорд, два национална рекорда, један континентални рекорд и 11 личних рекорда а остварили су три најбоља светска резултата сезоне, три најбоља национална резултата сезоне и 30 најбоља лична резултата сезоне. У табели успешности према броју и пласману такмичара који су учествовали у финалним такмичењима (првих 8 такмичара) Сједињене Америчке Државе су биле најбоље са 46 учесника у финалу са укупно 214 бодова.
| Плас. | Земља | 1. место | 2. место | 3. место | 4. место | 5. место | 6. место | 7. место | 8. место | Бр. финал. | Бод. |
| ----- | ----- | -------- | -------- | -------- | -------- | -------- | -------- | -------- | -------- | ---------- | ---- |
| 1.    | САД   | 6        | 6        | 6        | 7        | 6        | 5        | 4        | 6        | 46         | 214  |

## Учесници
| Мушкарци: - Џастин Гатлин — 100 м, 200 м, 4х100 м - Трејвон Бромел — 100 м, 4х100 м - Мајк Роџерс — 100 м, 4х100 м - Тајсон Геј — 100 м, 4х100 м - Ајзеја Јанг — 200 м - Волас Спирмон — 200 м - Дејвид Вербург — 400 м, 4х400 м - Лашон Мерит — 400 м, 4х400 м - Бришон Нелум — 400 м, 4х400 м - Вернон Норвуд — 400 м, 4х400 м - Ерик Совински — 800 м - Клејтон Марфи — 800 м - Casimir Loxsom — 800 м - Роби Ендруз — 1.500 м - Лајонел Манзано — 1.500 м - Метју Сентровиц — 1.500 м - Рајан Хил — 5.000 м - Гален Рап — 5.000 м, 10.000 м - Ben True — 5.000 м - Хасан Мид — 10.000 м - Shadrack Kipchirchir — 10.000 м - Ian Burrel — Маратон - Скот Смит — Маратон - Џефри Енгелстон — Маратон - Дејвид Оливер — 110 м препоне - Аријес Мерит — 110 м препоне - Алик Харис — 110 м препоне - Рони Еш — 110 м препоне - Керон Клемент — 400 м препоне - Мајкл Тинсли — 400 м препоне - Џони Дач — 400 м препоне - Бершон Џексон — 400 м препоне - Данијел Халинг — 3.000 м препреке - Доналд Кабрал — 3.000 м препреке - Еван Џегер — 3.000 м препреке - Кајл Клемонс — 4х400 м - Тони Маквеј — 4х400 м - Ерик Кинард — Скок увис - Џакоријан Дафилд — Скок увис - Џеси Вилијамс — Скок увис - Сем Кендрикс — Скок мотком - Бред Вокер — Скок мотком - Џејкоб Бланкеншип — Скок мотком - Џеф Хендерсон — Скок удаљ - Мајкл Хартвилд — Скок удаљ - Маркиз Денди — Скок удаљ, Троскок - Кристијан Тејлор — Троскок - Омар Крадок — Троскок - Вил Клеј — Троскок - Џо Ковач — Бацање кугле - Рис Хофа — Бацање кугле - Кристијан Кентвел — Бацање кугле - Џордан Кларк — Бацање кугле - Расел Вингер — Бацање диска - Џаред Шурман — Бацање диска - Родни Браун — Бацање диска - Conor McCullough — Бацање кладива - Кибве Џонсон — Бацање кладива - A. G. Kruger — Бацање кладива - Рајли Долезал — Бацање копља - Шон Фуреј — Бацање копља - Sam Crouser — Бацање копља - Ештон Итон — Десетобој - Zach Ziemek — Десетобој - Џереми Тајво — Десетобој - Треј Харди — Десетобој | Жене: - Тори Боуи — 100 м - Инглиш Гарднер — 100 м, 4х100 м - Јасмин Тод — 100 м, 4х100 м - Candyce McGrone — 200 м - Џенеба Тармо — 200 м - Џена Прандини — 200 м, 4х100 м - Филис Франсис — 400 м, 4х400 м - Наташа Хејстингс — 400 м, 4х400 м - Алисон Филикс — 400 м, 4х100 м, 4х400 м - Бренда Мартинез — 800 м - Моли Беквит-Ладлоу — 800 м - Алисија Џонсон Монтањо — 800 м - Шенон Ровбери — 1.500 м - Лорен Џонсон — 1.500 м - Кери Галахер — 1.500 м - Џенифер Симпсон — 1.500 м - Никол Тали — 5.000 м - Marielle Hall — 5.000 м - Abbey D'Agostino — 5.000 м - Емили Инфелд — 10.000 м - Моли Хадл — 10.000 м - Шалан Фланаган — 10.000 м - Серена Бурла — Маратон - Естер Ерб — Маратон - Heather Lieberg — Маратон - Брајана Ролинс — 100 м препоне - Дон Харпер Нелсон — 100 м препоне - Кендра Харисон — 100 м препоне - Шарика Нелвис — 100 м препоне - Касандра Тејт — 400 м препоне - Кори Картер — 400 м препоне - Шамир Литл — 400 м препоне - Ема Кобурн — 3.000 м препреке - Colleen Quigley — 3.000 м препреке - Стефани Гарсија — 3.000 м препреке - Џесика Бирд — 4х400 м - Сања Ричардс-Рос — 4х400 м - Франсина Макорори — 4х400 м - Maria Michta- Coffey — 20 км ходање - Миранда Мелвил — 20 км ходање - Шонте Лове — Скок увис - Џенифер Сур — Скок мотком - Санди Морис — Скок мотком - Деми Пејн — Скок мотком - Тијана Бартолета — Скок удаљ - Џанеј Делоуч Сукап — Скок удаљ - Јасмина Тод — Скок удаљ - Бритни Рис — Скок удаљ - Кристина Епс — Троскок - Мишел Картер — Бацање кугле - Џенива Стивенс — Бацање кугле - Тија Брукс — Бацање кугле - Ђиа Луис-Смолвуд — Бацање диска - Витни Ешли — Бацање диска - Шелби Вон — Бацање диска - Амбер Кембел — Бацање кладива - Аманда Бингсон — Бацање кладива - Дијана Прајс — Бацање кладива - Кара Вингер — Бацање копља - Британи Борман — Бацање копља - Шерон Деј-Монро — Седмобој - Барбара Нваба — Седмобој - Ерика Богард — Седмобој |  |

## Освајачи медаља

### Злато (6)
| (М) - Дејвид Вербург, Тони Маквeј, Бришон Нелум, Лашон Мерит, Кајл Клемонс, Вернон Норвуд* — штафета 4 х 400 м - Кристијан Тејлор — Троскок - Џо Ковач — Бацање кугле - Ештон Итон — Десетобој | (Ж) - Алисон Филикс — 400 м - Тијана Бартолета — Скок удаљ |

### Сребро (6)
| (М) - Џастин Гатлин — 100 м - Џастин Гатлин — 200 м - Лашон Мерит — 400 м | (Ж) - Шамир Литл — 400 м препоне - Инглиш Гарднер, Џена Прандини, Алисон Феликс, Јасмин Тод — штафета 4 х 100 м - Сања Ричардс-Рос, Наташа Хејстингс, Алисон Филикс, Франсина Макорори, Филис Франсис, Џесика Бирд — штафета 4 х 400 м |

### Бронза (6)
| (М) - Трејвон Бромел — 100 м - Аријес Мерит — 110 м препоне | (Ж) - Тори Боуи — 100 м - Емили Инфелд — 10.000 м - Касандра Тејт — 400 м препоне - Мишел Картер — Бацање кугле |

## Резултати

### Мушкарци
| Атлетичар                                                                            | Дисциплина       | Лични рекорд    | Предтакмичење      | Предтакмичење      | Квалификације         | Квалификације        | Полуфинале                                  | Полуфинале           | Финале                                      | Финале      | Детаљи |
| Атлетичар                                                                            | Дисциплина       | Лични рекорд    | Резултат           | Место              | Резултат              | Место                | Резултат                                    | Место                | Резултат                                    | Место       | Детаљи |
| ------------------------------------------------------------------------------------ | ---------------- | --------------- | ------------------ | ------------------ | --------------------- | -------------------- | ------------------------------------------- | -------------------- | ------------------------------------------- | ----------- | ------ |
| Џастин Гатлин                                                                        | 100 м            | 9,74            | слободни           | слободни           | 9,83 в КВ             | 1. у гр. 6           | 9,77 КВ                                     | 1. у гр. 2           | 9,80                                        |             |        |
| Трејвон Бромел                                                                       | 100 м            | 9,84            | слободни           | слободни           | 9,91 КВ               | 1. у гр. 4           | 9,99 кв                                     | 3. у гр. 1           | 9,92                                        |             |        |
| Мајк Роџерс                                                                          | 100 м            | 9,85            | слободни           | слободни           | 9,97 КВ               | 2. у гр. 7           | 9,86 КВ, ЛРС                                | 2. у гр. 2           | 9,94                                        | 5 / 68 (71) |        |
| Тајсон Геј                                                                           | 100 м            | 9,69 НР         | слободни           | слободни           | 10,11                 | 1. у гр. 2           | 9,96 КВ                                     | 1. у гр. 3           | 10,00                                       | 6 / 68 (71) |        |
| Џастин Гатлин                                                                        | 200 м            | 19,57           |                    |                    | 20,19 КВ              | 1. у гр. 4           | 19,87 КВ                                    | 1. у гр. 1           | 19,74                                       |             |        |
| Ајзеја Јанг                                                                          | 200 м            | 19,86           | 20,51              | 6. у гр. 1         | Није се квалификовао  | Није се квалификовао | Није се квалификовао                        | 31 / 55 (56)         |                                             |             |        |
| Волас Спирмон                                                                        | 200 м            | 19,86           | Није стартовао     | Није стартовао     | Није се квалификовао  | Није се квалификовао | Није се квалификовао                        | Није се квалификовао |                                             |             |        |
| Дејвид Вербург                                                                       | 400 м            | 44,41           | 44,43 КВ           | 1. у гр. 1         | 44,71                 | 3. у гр. 1           | Није се квалификовао                        | 10 / 44 (45)         |                                             |             |        |
| Лашон Мерит                                                                          | 400 м            | 43,74           | 44,51 КВ           | 1. у гр. 3         | 44,34 КВ, ЛРС         | 2. у гр. 3           | 43,65 ЛР                                    |                      |                                             |             |        |
| Бришон Нелум                                                                         | 400 м            | 44,73           | 44,65 КВ, ЛР       | 3. у гр. 6         | 44,77                 | 5. у гр. 3           | Нису се квалификовали                       | 12 / 44 (45)         |                                             |             |        |
| Вернон Норвуд                                                                        | 400 м            | 44,44           | 45,53 КВ           | 3. у гр. 5         | 45,07                 | 6. у гр. 1           | Нису се квалификовали                       | 18 / 44 (45)         |                                             |             |        |
| Ерик Совински                                                                        | 800 м            | 1:44,58         | 1:46,63 кв         | 4. у гр. 3         | 1:47,16               | 7. у гр. 3           | Нису се квалификовали                       | 15 / 44 (45)         |                                             |             |        |
| Клејтон Марфи                                                                        | 800 м            | 1:45,59         | 1:48,08 КВ         | 3. у гр. 2         | 1:46,28               | 6. у гр. 1           | Нису се квалификовали                       | 14 / 44 (45)         |                                             |             |        |
| Casimir Loxsom                                                                       | 800 м            | 1:44,92         | 1:48,97            | 6. у гр. 1         | Није се квалификовао  | Није се квалификовао | Није се квалификовао                        | 38 / 47 (49)         | Архивирано на веб-сајту (29. новембар 2015) |             |        |
| Роби Ендруз                                                                          | 1.500 м          | 3:34,78         | 3:38,52 кв         | 7. у гр. 3 КВ      | 3:35,88 кв            | 6. у гр. 2           | 3:38,29                                     | 11 / 40 (41)         |                                             |             |        |
| Лајонел Манзано                                                                      | 1.500 м          | 3:30,98         | 3:39,22 КВ         | 3. у гр. 2         | 3:44,28 КВ            | 5. у гр. 1           | 3:37,26                                     | 10 / 40 (41)         |                                             |             |        |
| Метју Сентровиц                                                                      | 1.500 м          | 3:30,40         | 3:43,17 КВ         | 3. у гр. 1         | 3:43,97 КВ            | 4. у гр. 1           | 3:36,13                                     | 8 / 40 (41)          |                                             |             |        |
| Рајан Хил                                                                            | 5.000 м          | 13:14,22        | 13:19,67 кв        | 6. у гр. 2         |                       |                      | 13:55,10                                    | 7 / 39 (41)          |                                             |             |        |
| Ben True                                                                             | 5.000 м          | 13:02,74        | 13:45,09 КВ        | 2. у гр. 1         | 13:54,07              | 6 / 39 (41)          |                                             |                      |                                             |             |        |
| Гален Рап                                                                            | 5.000 м          | 12:58,90        | 13:20,78 кв        | 8. у гр. 2         | 13:53,90              | 5 / 39 (41)          |                                             |                      |                                             |             |        |
| Гален Рап                                                                            | 10.000 м         | 26:44,36 НР     |                    |                    |                       |                      |                                             |                      | 27:08,91 ЛРС                                | 5/ 23 (27)  |        |
| Хасан Мид                                                                            | 10.000 м         | 27:33,04        | 28:16,30           | 15/ 23 (27)        |                       |                      |                                             |                      |                                             |             |        |
| Shadrack Kipchirchir                                                                 | 10.000 м         | 27:36,79        | 28:16,30 ЛРС       | 16/ 23 (27)        |                       |                      |                                             |                      |                                             |             |        |
| Јан Бурел                                                                            | Маратон          | 2:13:26         | 2:23:17 ЛРС        | 25 / 42 (68)       |                       |                      |                                             |                      |                                             |             |        |
| Скот Смит                                                                            | Маратон          | 2:14:40         | 2:24:53 ЛРС        | 28 / 42 (68)       |                       |                      |                                             |                      |                                             |             |        |
| Џефри Енгелстон                                                                      | Маратон          | 2:10:52         | Није завршио трку  | Није завршио трку  |                       |                      |                                             |                      |                                             |             |        |
| Дејвид Оливер                                                                        | 110 м препоне    | 12,89           |                    |                    | 13,15 КВ              | 1. у гр. 3           | 13,17 КВ                                    | 2. у гр. 3           | 13,33                                       | 7 / 37 (42) |        |
| Аријес Мерит                                                                         | 110 м препоне    | 12,80 НР, САР   | 13,25 КВ           | 1. у гр. 5         | 13,08 КВ, ЛРС         | 1. у гр. 2           | 13,04 ЛРС                                   |                      |                                             |             |        |
| Алик Харис                                                                           | 110 м препоне    | 13,11           | 13,41 КВ           | 3. у гр. 4         | 13,29                 | 4. у гр. 1           | Није се квалификовао                        | 9 / 37 (42)          |                                             |             |        |
| Рони Еш                                                                              | 110 м препоне    | 12,99           | дисквалификован    | дисквалификован    | Није се квалификовао  | Није се квалификовао | Није се квалификовао                        | Није се квалификовао | Архивирано на веб-сајту (27. децембар 2015) |             |        |
| Керон Клемент                                                                        | 400 м препоне    | 47,24           | 48,75 КВ           | 1. у гр. 3         | 48,50 КВ              | 1. у гр. 1           | 48,18                                       | 4 / 40 (44)          |                                             |             |        |
| Мајкл Тинсли                                                                         | 400 м препоне    | 47,70           | 48,91 КВ           | 2. у гр. 2         | 48,47 КВ              | 1. у гр. 3           | 50,02                                       | 8 / 40 (44)          |                                             |             |        |
| Џони Дач                                                                             | 400 м препоне    | 47,63           | 48,97 КВ           | 3. у гр. 5         | 48,74                 | 5. у гр. 2           | Није се квалификовао                        | 12 / 40 (44)         |                                             |             |        |
| Бершон Џексон                                                                        | 400 м препоне    | 47,30           | 50,14              | 3. у гр. 4         | Није се квалификовао  | Није се квалификовао | Није се квалификовао                        | 34 / 40 (44)         |                                             |             |        |
| Данијел Халинг                                                                       | 3.000 м препреке | 8:13,29         | 8:25,34 КВ         | 5. у гр. 3         |                       |                      | 8:14,39                                     | 5 / 38 (42)          |                                             |             |        |
| Доналд Кабрал                                                                        | 3.000 м препреке | 8:13,37         | 8:27,33 КВ         | 3. у гр. 2         | 8:24,94               | 10 / 38 (42)         |                                             |                      |                                             |             |        |
| Еван Џегер                                                                           | 3.000 м препреке | 8:00,45 НР, САР | 8:41,51 КВ         | 2. у гр. 1         | 8:15,47               | 6 / 38 (42)          |                                             |                      |                                             |             |        |
| Трејвон Бромел² Џастин Гатлин² Тајсон Геј² Мајк Роџерс²                              | 4 х 100 м        | 37,04 НР        | 37,91 КВ           | 1. у гр. 1         | дисквалификовани      | дисквалификовани     |                                             |                      |                                             |             |        |
| Дејвид Вербург² Тони Маквeј² Бришон Нелум² Лашон Мерит² Кајл Клемонс* Вернон Норвуд* | 4 х 400 м        | 2:54,29 НР      | 2:58,13 КВ, СРС    | 1. у гр. 2         | 2:57,82 СРС           |                      |                                             |                      |                                             |             |        |
| Ерик Кинард                                                                          | Скок увис        | 2,37            | 2,29 кв            | 7. у гр. Б         | 2,25                  | 8 / 39 (41)          |                                             |                      |                                             |             |        |
| Џакоријан Дафилд                                                                     | Скок увис        | 2,34            | 2,29               | 8. у гр. А         | Нису се квалификовали | 16 / 39 (41)         |                                             |                      |                                             |             |        |
| Џеси Вилијамс                                                                        | Скок увис        | 2,37            | 2,26               | 12. у гр. А        | Нису се квалификовали | 22 / 39 (41)         |                                             |                      |                                             |             |        |
| Сем Кендрикс                                                                         | Скок мотком      | 5,86 д          | 5,70 КВ            | 1. у гр. А         | 5,65                  | 9 / 33 (34)          | Архивирано на веб-сајту (29. новембар 2015) |                      |                                             |             |        |
| Бред Вокер                                                                           | Скок мотком      | 6,04 НР, САР    | 5,65               | 11. у гр. А        | Нису се квалификовали | 20 / 33 (34)         | Архивирано на веб-сајту (29. новембар 2015) |                      |                                             |             |        |
| Џејкоб Бланкеншип                                                                    | Скок мотком      | 5,80            | 5,55               | 14. у гр. Б        | Нису се квалификовали | 27 / 33 (34)         | Архивирано на веб-сајту (29. новембар 2015) |                      |                                             |             |        |
| Џеф Хендерсон                                                                        | Скок удаљ        | 8,52            | 8,36 КВ            | 1. у гр. Б         | 7,95                  | 9 / 28 (32)          |                                             |                      |                                             |             |        |
| Мајкл Хартвилд                                                                       | Скок удаљ        | 8,27            | 8,13 кв            | 3. у гр. Б         | без исправног скока   | без исправног скока  |                                             |                      |                                             |             |        |
| Маркиз Денди                                                                         | Скок удаљ        | 8,39            | 7,78               | 13. у гр. Б        | Није се квалификовао  | 21 / 28 (32)         |                                             |                      |                                             |             |        |
| Маркиз Денди                                                                         | Троскок          | 17,50           | 16,73              | 7. у гр. Б         | Није се квалификовао  | 13 / 27 (28)         |                                             |                      |                                             |             |        |
| Кристијан Тејлор                                                                     | Троскок          | 18,06           | 17,28 КВ           | 1. у гр. Б         | 18,21 СРС, САР, НР    |                      |                                             |                      |                                             |             |        |
| Омар Крадок                                                                          | Троскок          | 17,57           | 17,01              | 3. у гр. А         | 17,37                 | 4 / 27 (28)          |                                             |                      |                                             |             |        |
| Вил Клеј                                                                             | Троскок          | 17,75           | 16,41              | 10. у гр. А        | Није се квалификовао  | 19 / 27 (28)         |                                             |                      |                                             |             |        |
| Џо Ковач                                                                             | Бацање кугле     | 22,56           | 21,36 КВ           | 1. у гр. А         | 21,93                 |                      |                                             |                      |                                             |             |        |
| Рис Хофа                                                                             | Бацање кугле     | 22,43           | 20,75 КВ           | 2. у гр. А         | 21,00                 | 5 / 31               |                                             |                      |                                             |             |        |
| Кристијан Кентвел                                                                    | Бацање кугле     | 22,54           | 20,63 кв           | 3. у гр. Б         | Није стартовао        | Није стартовао       |                                             |                      |                                             |             |        |
| Џордан Кларк                                                                         | Бацање кугле     | 21,49           | 19,89              | 6. у гр. Б         | Није се квалификовао  | 13 / 27 (29)         |                                             |                      |                                             |             |        |
| Расел Вингер                                                                         | Бацање диска     | 66,04           | 58,69              | 12. у гр. Б        | Нису се квалификовали | 26 / 30 (31)         |                                             |                      |                                             |             |        |
| Џаред Шурман                                                                         | Бацање диска     | 65,15           | 59,08              | 15. у гр. Б        | Нису се квалификовали | 29 / 30 (31)         |                                             |                      |                                             |             |        |
| Родни Браун                                                                          | Бацање диска     | 65,04           | без исправног хица | без исправног хица | Није се квалификовао  | Није се квалификовао |                                             |                      |                                             |             |        |
| Conor McCullough                                                                     | Бацање кладива   | 77,20           | 74,31              | 8. у гр. Б         | Нису се квалификовали | 13 / 30              |                                             |                      |                                             |             |        |
| Кибве Џонсон                                                                         | Бацање кладива   | 80,31           | 73,35              | 7. у гр. А         | Нису се квалификовали | 27 / 30              |                                             |                      |                                             |             |        |
| Алфред Џорџ Кругер                                                                   | Бацање кладива   | 79,26           | 73,35              | 12. у гр. А        | Нису се квалификовали | 24 / 30              |                                             |                      |                                             |             |        |
| Рајли Долезал                                                                        | Бацање копља     | 83,50           | 77,64              | 11. у гр. А        | Нису се квалификовали | 24 / 33              | Архивирано на веб-сајту (26. новембар 2015) |                      |                                             |             |        |
| Шон Фуреј                                                                            | Бацање копља     | 83,08           | 75,01              | 15. у гр. Б        | Нису се квалификовали | 29 / 33              | Архивирано на веб-сајту (26. новембар 2015) |                      |                                             |             |        |
| Sam Crouser                                                                          | Бацање копља     | 83,33           | 73,88              | 15. у гр. А        | Нису се квалификовали | 31 / 33              | Архивирано на веб-сајту (26. новембар 2015) |                      |                                             |             |        |

- Атлетичари у штафетама означени звездицама били су резерве и учествовали са само у квалификацијама, а означени бројем ² су учествовали и у некој од појединачних дисциплина.

#### Десетобој
| Атлетичар    | Дисциплина | 100 м           | Даљ      | Кугла | Вис  | 400 м                  | 110 м пр.              | Диск                   | Мотка                  | Копље                  | 1.500 м                | Укупно                 | Пласман                | Белешка                                   |
| ------------ | ---------- | --------------- | -------- | ----- | ---- | ---------------------- | ---------------------- | ---------------------- | ---------------------- | ---------------------- | ---------------------- | ---------------------- | ---------------------- | ----------------------------------------- |
| Ештон Итон   | Резултат   | 10,23 ЛРС, РСПд | 7,88     | 14,52 | 2,01 | 45,00 РСПд, ЛР         | 13,69                  | 43,34                  | 5,20                   | 63,63 ЛРС              | 4:17,52 ЛРС            | 9.045 СР, РСП, САР, НР |                        | Архивирано на веб-сајту (29. август 2015) |
| Ештон Итон   | Бодови     | 1.040           | 1.030    | 760   | 813  | 1.060                  | 1.015                  | 733                    | 972                    | 793                    | 829                    | 9.045 СР, РСП, САР, НР |                        | Архивирано на веб-сајту (29. август 2015) |
| Zach Ziemek  | Резултат   | 10,81           | 7,57 ЛРС | 13,38 | 2,04 | 49,89 ЛР               | 15,29                  | 44,19                  | 5,20                   | 56,50 ЛРС              | 4:56,66 ЛР             | 8.006                  | 15 / 22 (29)           | Архивирано на веб-сајту (29. август 2015) |
| Zach Ziemek  | Бодови     | 903             | 952      | 690   | 840  | 820                    | 815                    | 750                    | 972                    | 685                    | 579                    | 8.006                  | 15 / 22 (29)           | Архивирано на веб-сајту (29. август 2015) |
| Џереми Тајво | Резултат   | 11,06           | 7,15     | 14,18 | 2,10 | 47,94                  | 14,81                  | 41,01                  | НС                     | Није завршио такмичење | Није завршио такмичење | Није завршио такмичење | Није завршио такмичење | Архивирано на веб-сајту (29. август 2015) |
| Џереми Тајво | Бодови     | 883             | 910      | 745   | 896  | 967                    | 925                    | 666                    | 0                      | Није завршио такмичење | Није завршио такмичење | Није завршио такмичење | Није завршио такмичење | Архивирано на веб-сајту (29. август 2015) |
| Треј Харди   | Резултат   | 10,56           | 7,30     | 10,20 | НС   | Није завршио такмичење | Није завршио такмичење | Није завршио такмичење | Није завршио такмичење | Није завршио такмичење | Није завршио такмичење | Није завршио такмичење | Није завршио такмичење | Архивирано на веб-сајту (29. август 2015) |
| Треј Харди   | Бодови     | 883             | 910      | 745   | 0    | Није завршио такмичење | Није завршио такмичење | Није завршио такмичење | Није завршио такмичење | Није завршио такмичење | Није завршио такмичење | Није завршио такмичење | Није завршио такмичење | Архивирано на веб-сајту (29. август 2015) |

### Жене
| Атлетичарка                                                                                    | Дисциплина       | Лични рекорд             | Квалификације      | Квалификације      | Полуфинале            | Полуфинале            | Финале                | Финале                | Детаљи                                    |
| Атлетичарка                                                                                    | Дисциплина       | Лични рекорд             | Резултат           | Место              | Резултат              | Место                 | Резултат              | Место                 | Детаљи                                    |
| ---------------------------------------------------------------------------------------------- | ---------------- | ------------------------ | ------------------ | ------------------ | --------------------- | --------------------- | --------------------- | --------------------- | ----------------------------------------- |
| Тори Боуи                                                                                      | 100 м            | 10,80                    | 10,88 КВ           | 1. у гр. 1         | 10,87 КВ              | 1. у гр. 2            | 10,86                 |                       |                                           |
| Инглиш Гарднер                                                                                 | 100 м            | 10,79                    | 11,16 КВ           | 2. у гр. 7         | 11.13                 | 6. у гр. 1            | Нису се квалификовале | 14 / 52 (54)          |                                           |
| Јасмин Тод                                                                                     | 100 м            | 10,92                    | 11,29 КВ           | 3. у гр. 5         | 11,21                 | 8. у гр. 3            | Нису се квалификовале | 20 / 52 (54)          |                                           |
| Candyce McGrone                                                                                | 200 м            | 22,08                    | 22,45 КВ           | 1. у гр. 6         | 22,26 КВ              | 2. у гр. 1            | 22,01 ЛР              | 4 / 49 (51)           |                                           |
| Џенеба Тармо                                                                                   | 200 м            | 22,23                    | 22,79 КВ           | 1. у гр. 3         | 22,38 КВ              | 2. у гр. 3            | 22,31                 | 6 / 49 (51)           |                                           |
| Џена Прандини                                                                                  | 200 м            | 22,20                    | 22,95 КВ           | 2. у гр. 2         | 22,87                 | 3. у гр. 2            | Није се квалификовала | 13 / 49 (51)          |                                           |
| Филис Франсис                                                                                  | 400 м            | 50,46д                   | 50,52 КВ, ЛРС      | 2. у гр. 4         | 50,50 КВ, ЛРС         | 3. у гр. 2            | 50,51                 | 7 / 41 (42)           |                                           |
| Алисон Филикс                                                                                  | 400 м            | 49,59                    | 50,60 КВ           | 1. у гр. 1         | 49,89 КВ, ЛРС         | 1. у гр. 3            | 49,26 СРС, ЛР         |                       |                                           |
| Наташа Хејстингс                                                                               | 400 м            | 49,84                    | 51,25 КВ           | 3. у гр. 2         | 51,33                 | 5. у гр. 1            | Није се квалификовао  | 16 / 41 (42)          |                                           |
| Бренда Мартинез                                                                                | 800 м            | 1:57,91                  | 2:00,54 КВ         | 3. у гр. 3         | 2:00,27               | 6. у гр. 1            | Нису се квалификовале | 19 / 44 (45)          |                                           |
| Моли Беквит-Ладлоу                                                                             | 800 м            | 1:58,68                  | 2:00,70 кв         | 6. у гр. 1         | 2:00,43               | 7. у гр. 2            | Нису се квалификовале | 21 / 44 (45)          |                                           |
| Алисија Џонсон Монтањо                                                                         | 800 м            | 1:57,34                  | 2:09,57            | 7. у гр. 5         | Није се квалификовала | Није се квалификовала | Није се квалификовала | 41 / 44 (45)          |                                           |
| Шенон Роубери                                                                                  | 1.500 м          | 3:56,29 НР               | 4:05,66 КВ         | 4. у гр. 1         | 4:16,64 КВ            | 5. у гр. 1            | 4:12,39               | 7 / 34 (35)           |                                           |
| Лорен Џонсон                                                                                   | 1.500 м          | 4:04,17                  | 4:05,79 кв         | 7. у гр. 1         | 4:10,01               | 8. у гр. 2            | Нису се квалификовале | 13 / 34 (35)          |                                           |
| Кери Галахер                                                                                   | 1.500 м          | 4:03,56                  | 4:06,34 кв         | 7. у гр. 3         | 4:17,63               | 10 у гр. 2            | Нису се квалификовале | 19 / 34 (35)          |                                           |
| Џенифер Симпсон                                                                                | 1.500 м          | 3:57,22                  | 4:10,91 КВ         | 5. у гр. 2         | 4:08,20 КВ            | 5. у гр. 2            | 4:16,28               | 11 / 34 (35)          |                                           |
| Никол Тали                                                                                     | 5.000 м          | 15:05,58                 | 15:41,03 кв        | 8. у гр. 1         |                       |                       | 15:27,42              | 13 / 24 (27)          |                                           |
| Marielle Hall                                                                                  | 5.000 м          | 15:06,45                 | 16:06,60           | 10. у гр. 2        | Нису се квалификовале | 21 / 24 (27)          |                       |                       |                                           |
| Abbey D'Agostino                                                                               | 5.000 м          | 15:03,85                 | 16:16,47           | 12. у гр. 2        | Нису се квалификовале | 23 / 24 (27)          |                       |                       |                                           |
| Емили Инфелд                                                                                   | 10.000 м         | 31:38,71                 |                    |                    |                       |                       | 31:43,49              |                       |                                           |
| Моли Хадл                                                                                      | 10.000 м         | 30:47,59                 | 31:43,58           | 4 / 24 (25)        |                       |                       |                       |                       |                                           |
| Шалан Фланаган                                                                                 | 10.000 м         | 30:22,22 НР, САР         | 31:46,23           | 6 / 24 (25)        |                       |                       |                       |                       |                                           |
| Серена Бурла                                                                                   | Маратон          | 2:28:01                  | 2:31:06 ЛРС        | 10 / 52 (67)       |                       |                       |                       |                       |                                           |
| Естер Ерб                                                                                      | Маратон          | 2:34:01                  | 2:38:15 ЛРС        | 24 / 52 (67)       |                       |                       |                       |                       |                                           |
| Heather Lieberg                                                                                | Маратон          | 2:32:37                  | Није завршила трку | Није завршила трку |                       |                       |                       |                       |                                           |
| Брајана Ролинс                                                                                 | 100 м препоне    | 12,26 (+1,2 м/с) НР, САР | 12,67 КВ           | 1. у гр. 4         | 12,71 КВ              | 1. у гр. 3            | 12,67                 | 4 / 37                |                                           |
| Дон Харпер Нелсон                                                                              | 100 м препоне    | 12,37                    | 12,79 КВ           | 1. у гр. 3         | није завршила трку    | није завршила трку    | нису се квалификовале | нису се квалификовале |                                           |
| Кендра Харисон                                                                                 | 100 м препоне    | 12,50                    | 12,90 КВ           | 1. у гр. 1         | дисквалификована      | дисквалификована      | нису се квалификовале | нису се квалификовале |                                           |
| Шарика Нелвис                                                                                  | 100 м препоне    | 12,34                    | 12,93 КВ           | 2. у гр. 2         | 12,59 КВ              | 2. у гр. 1            | 13,06                 | 8 / 37                |                                           |
| Касандра Тејт                                                                                  | 400 м препоне    | 54,01                    | 54,27 КВ           | 1 у гр. 4          | 54,33 КВ              | 1. у гр. 1            | 54,02                 |                       |                                           |
| Кори Картер                                                                                    | 400 м препоне    | 53,21                    | 56,22 КВ           | 4. у гр. 4         | Није завршила трку    | Није завршила трку    | Није се квалификовала | Није се квалификовала |                                           |
| Шамир Литл                                                                                     | 400 м препоне    | 53,74                    | 56,47 КВ           | 4. у гр. 5         | 54,86 кв              | 3. у гр. 2            | 53,94                 |                       |                                           |
| Ема Кобурн                                                                                     | 3.000 м препреке | 9:11,42 НР               | 9:27,19 КВ         | 3. у гр. 3         |                       |                       | 9:21,78               | 5 / 43 (45)           | Архивирано на веб-сајту (27. август 2015) |
| Colleen Quigley                                                                                | 3.000 м препреке | 9:24,92                  | 9:29,09 кв         | 6. у гр. 2         | 9:34,29               | 12 / 43 (45)          |                       |                       | Архивирано на веб-сајту (27. август 2015) |
| Стефани Гарсија                                                                                | 3.000 м препреке | 9:23,48                  | 9:29,34 КВ         | 3. у гр. 1         | 9:31,06               | 9 / 43 (45)           |                       |                       | Архивирано на веб-сајту (27. август 2015) |
| Инглиш Гарднер² Џена Прандини² Алисон Феликс² Јасмин Тод²                                      | 4 х 100 м        | 40,82 НР                 | 42,00 КВ           | 1. у гр. 2         | 41,68 НРС             |                       |                       |                       |                                           |
| Сања Ричардс-Рос Наташа Хејстингс² Алисон Филикс² Франсина Макорори Филис Франсис² Џесика Бирд | 4 х 400 м        | 3:15,51 НР               | 3:23,05 КВ         | 1. у гр. 2         | 3:19,44               |                       |                       |                       |                                           |
| Марија Михта- Кофеј                                                                            | 20 км ходање     | 1:30:49                  |                    |                    |                       |                       | 1:33:24               | 20 / 42 (50)          |                                           |
| Миранда Мелвил                                                                                 | 20 км ходање     | 1:33:10                  | 1:35:19            | 26 / 42 (50)       |                       |                       |                       |                       |                                           |
| Шонте Лове                                                                                     | Скок увис        | 2,05 НР, САР             | без пласмана       | без пласмана       |                       |                       | Није се квалификовала | Није се квалификовала |                                           |
| Џенифер Сур                                                                                    | Скок мотком      | 5,02д НР, САР            | 4,55 кв            | 5. у гр. Б         | 4,70                  | =4 / 25 (28)          |                       |                       |                                           |
| Санди Морис                                                                                    | Скок мотком      | 4,76                     | 4,55 кв            | 5. у гр. А         | 4,70                  | =4 / 25 (28)          |                       |                       |                                           |
| Деми Пејн                                                                                      | Скок мотком      | 4,71                     | 4,30               | 10. у гр. Б        | Није се квалификовала | 19 / 25 (28)          |                       |                       |                                           |
| Тијана Бартолета                                                                               | Скок удаљ        | 7,12                     | 6,71 кв            | 3. у гр. А         | 7,14 СРС, ЛР          |                       |                       |                       |                                           |
| Џанеј Делоуч Сукап                                                                             | Скок удаљ        | 7,03                     | 6,68 кв            | 3. у гр. А         | 6,67                  | 8 / 31 (34)           |                       |                       |                                           |
| Јасмина Тод                                                                                    | Скок удаљ        | 6,84                     | 6,52               | 10. у гр. А        | Нису се квалификовале | 19 / 31 (34)          |                       |                       |                                           |
| Бритни Рис                                                                                     | Скок удаљ        | 7,25                     | 6,39               | 12. у гр. Б        | Нису се квалификовале | 24 / 31 (34)          |                       |                       |                                           |
| Кристина Епс                                                                                   | Троскок          | 14,09                    | 13,36              | 10. у гр. Б        | Нису се квалификовале | 24 / 27 (28)          |                       |                       |                                           |
| Мишел Картер                                                                                   | Бацање кугле     | 20,24 НР                 | 19,22 КВ           | 1. у гр. Б         | 19,76                 |                       |                       |                       |                                           |
| Џенива Стивенс                                                                                 | Бацање кугле     | 19,10д                   | 18,05 кв           | 5. у гр. Б         | 17,84                 | 10 / 24               |                       |                       |                                           |
| Тија Брукс                                                                                     | Бацање кугле     | 19,22д                   | 17,71              | 7. у гр. А         | Није се квалификовала | 13 / 24               |                       |                       |                                           |
| Џија Луис-Смолвуд                                                                              | Бацање диска     | 69,17 НР                 | 62,04 кв           | 4. у гр. Б         | 60,55                 | 11 / 31               |                       |                       |                                           |
| Витни Ешли                                                                                     | Бацање диска     | 64,80                    | 60,88 кв           | 5. у гр. А         | 61,05                 | 9 / 31                |                       |                       |                                           |
| Шелби Вон                                                                                      | Бацање диска     | 61,89                    | 44,60              | 11. у гр. А        | Није се квалификовала | 14 / 31               |                       |                       |                                           |
| Амбер Кембел                                                                                   | Бацање кладива   | 73,61                    | 72,06 кв           | 3. у гр. Б         | без пласмана          | без пласмана          |                       |                       |                                           |
| Аманда Бингсон                                                                                 | Бацање кладива   | 75,73 НР                 | 69,99 кв           | 7. у гр. А         | 72,35 ЛРС             | 9 / 30 (31)           |                       |                       |                                           |
| Дијана Прајс                                                                                   | Бацање кладива   | 72,30                    | 68,69              | 10. у гр. А        | Није се квалификовала | 18 / 30 (31)          |                       |                       |                                           |
| Бритни Борман                                                                                  | Бацање копља     | 64,75                    | 64,22 КВ           | 1. у гр. А         | 58,26                 | 12 / 32               |                       |                       |                                           |
| Кара Вингер                                                                                    | Бацање копља     | 66,67                    | 62,21 кв           | 7. у гр. Б         | 60,88                 | 8 / 32                |                       |                       |                                           |

- Атлетичарке у штафетама означене бројем ² су учествовале и у некој од појединачних дисциплина.

#### седмобој
| Атлетичарка     | Дисциплина | 100 м пр. | Вис   | Кугла    | 200 м | Даљ  | Копље    | 800 м   | Укупно                  | Пласман                 | Белешка                                   |
| --------------- | ---------- | --------- | ----- | -------- | ----- | ---- | -------- | ------- | ----------------------- | ----------------------- | ----------------------------------------- |
| Ерика Богард    | Резултат   | 13,28     | 1,83  | 11,40    | 24,41 | 6,18 | 34,69    | НС      | Није завршила такмичење | Није завршила такмичење | Архивирано на веб-сајту (23. август 2015) |
| Ерика Богард    | Бодови     | 1.083     | 1.016 | 621      | 942   | 905  | 573      | 0       | Није завршила такмичење | Није завршила такмичење | Архивирано на веб-сајту (23. август 2015) |
| Шерон Деј-Монро | Резултат   | 13,42     | 1,77  | 14,85    | 25,05 | 5,79 | 46,02    | 2:11,61 | 6.246                   | 14 / 28 (36)            | Архивирано на веб-сајту (23. август 2015) |
| Шерон Деј-Монро | Бодови     | 1.062     | 941   | 851      | 882   | 786  | 783      | 941     | 6.246                   | 14 / 28 (36)            | Архивирано на веб-сајту (23. август 2015) |
| Барбара Нваба   | Резултат   | НЗ        | 1,77  | 14,64 ЛР | 24,47 | 6,08 | 46,59 ЛР | 2:12,20 | 5.315                   | 27 / 28 (36)            | Архивирано на веб-сајту (23. август 2015) |
| Барбара Нваба   | Бодови     | 0         | 941   | 837      | 936   | 874  | 794      | 933     | 5.315                   | 27 / 28 (36)            | Архивирано на веб-сајту (23. август 2015) |